# Under Soil and Dirt
Under Soil and Dirt es el primer álbum de estudio de la banda estadounidense de pop punk The Story So Far. Fue lanzado el 21 de junio de 2011, a través de Pure Noise Records.

## Lista de canciones
Todas las canciones escritas y compuestas por The Story So Far. 
| N.º | Título             | Duración |  |
| 1.  | «States and Minds» | 0:51     |  |
| 2.  | «Roam»             | 2:54     |  |
| 3.  | «Quicksand»        | 2:38     |  |
| 4.  | «Swords and Pens»  | 3:09     |  |
| 5.  | «High Regard»      | 3:51     |  |
| 6.  | «Daughters»        | 3:06     |  |
| 7.  | «Mt. Diablo»       | 4:09     |  |
| 8.  | «Four Years»       | 2:44     |  |
| 9.  | «Rally Cap»        | 2:18     |  |
| 10. | «Placeholder»      | 3:05     |  |
| 11. | «Closure»          | 3:19     |  |

| Bonus track (Japón) (Ice Grill$ Records) |                                        |          |  |
| N.º                                      | Título                                 | Duración |  |
| 12.                                      | «680 South»                            |          |  |
| 13.                                      | «May»                                  |          |  |
| 14.                                      | «Unlisted track» (cover de Jawbreaker) |          |  |

## Personal
The Story So Far
- Parker Cannon - voz
- William Levy - guitarra rítmica
- Kevin Geyer - guitarra principal, voz
- Kelen Capener – bajo
- Ryan Torf - batería